# Szczęsne (województwo mazowieckie)
Szczęsne – wieś sołecka w Polsce położona w województwie mazowieckim, w powiecie grodziskim, w gminie Grodzisk Mazowiecki.
W latach 1975–1998 miejscowość położona była w województwie warszawskim.
W Szczęsnym znajduje się tzw. nowy cmentarz komunalny gminy Grodzisk Mazowiecki, będący obecnie głównym miejscem pochówku mieszkańców gminy. W 2010 roku został tu pochowany major Arkadiusz Protasiuk, pilot samolotu prezydenckiego, który zginął w katastrofie Smoleńskiej.